# Sam Lowes
Sam Lowes (Lincoln, 14 september 1990) is een Brits motorcoureur. Zijn identieke tweelingbroer Alex Lowes is ook motorcoureur.

## Carrière
In 2010 won Lowes het Britse Supersport-kampioenschap op een Honda. In 2011 stapte hij over naar het wereldkampioenschap supersport en behaalde op een Honda zes podiumplaatsen. In 2012 won hij in Donington en Spanje zijn eerste races in het kampioenschap, wat hij als derde afsloot. In 2013 stapte hij over naar een Yamaha. Van de twaalf races won hij er zes en eindigde hij er vijf op de tweede plaats, waardoor hij kampioen werd.
In 2014 zou Lowes oorspronkelijk uitkomen in het wereldkampioenschap superbike, maar nadat Yamaha ervoor koos om geen motoren te leveren voor het team Yakhnich, stapte Lowes over naar de Moto2-klasse van het wereldkampioenschap wegrace op een Speed Up. In 2015 won hij hier tijdens de Grand Prix van de Amerika's zijn eerste race.

## Statistieken

### Grand Prix

#### Per seizoen
| Seizoen | Klasse | Motor    | Team                        | Races | Winst | Podiums | Poles | SR | Ptn  | Pos |
| ------- | ------ | -------- | --------------------------- | ----- | ----- | ------- | ----- | -- | ---- | --- |
| 2014    | Moto2  | Speed Up | Speed Up Racing             | 18    | 0     | 0       | 0     | 0  | 69   | 13e |
| 2015    | Moto2  | Speed Up | Speed Up Racing             | 18    | 1     | 5       | 3     | 1  | 186  | 4e  |
| 2016    | Moto2  | Kalex    | Federal Oil Gresini Moto2   | 18    | 2     | 6       | 5     | 2  | 175  | 5e  |
| 2017    | MotoGP | Aprilia  | Aprilia Racing Team Gresini | 18    | 0     | 0       | 0     | 0  | 5    | 25e |
| 2018    | Moto2  | KTM      | Swiss Innovative Investors  | 18    | 0     | 0       | 0     | 0  | 49   | 16e |
| 2019    | Moto2  | Kalex    | Federal Oil Gresini Moto2   | 19    | 0     | 0       | 0     | 0  | 66   | 16e |
| 2020    | Moto2  | Kalex    | EG 0,0 Marc VDS             | 14    | 3     | 7       | 3     | 3  | 196  | 3e  |
| 2021    | Moto2  | Kalex    | Elf Marc VDS Racing Team    | 18    | 3     | 5       | 6     | 3  | 190  | 4e  |
| 2022    | Moto2  | Kalex    | Elf Marc VDS Racing Team    | 12    | 0     | 2       | 1     | 1  | 55   | 19e |
| 2023    | Moto2  | Kalex    | Elf Marc VDS Racing Team    | 20    | 1     | 1       | 2     | 2  | 104  | 12e |
| Totaal  | Totaal | Totaal   | Totaal                      | 173   | 10    | 26      | 20    | 12 | 1095 |     |

#### Per klasse
| Klasse | Seizoenen            | 1e GP      | 1e podium      | 1e winst       | Races | Winst | Podiums | Poles | SR | Ptn  | Kampioen |
| ------ | -------------------- | ---------- | -------------- | -------------- | ----- | ----- | ------- | ----- | -- | ---- | -------- |
| Moto2  | 2014-2016, 2018-2023 | Qatar 2014 | Amerika's 2015 | Amerika's 2015 | 155   | 10    | 26      | 20    | 12 | 1090 | 0        |
| MotoGP | 2017                 | Qatar 2017 |                |                | 18    | 0     | 0       | 0     | 0  | 5    | 0        |
| Totaal | 2014-2023            | 2014-2023  | 2014-2023      | 2014-2023      | 173   | 10    | 26      | 20    | 12 | 1095 | 0        |

#### Races per jaar
(vetgedrukt betekent pole positie; cursief betekent snelste ronde)
| Jaar | Klasse | Motor    | 1       | 2       | 3       | 4       | 5       | 6       | 7       | 8       | 9       | 10      | 11      | 12      | 13      | 14      | 15      | 16      | 17      | 18      | 19      | 20    | Pos | Ptn |
| ---- | ------ | -------- | ------- | ------- | ------- | ------- | ------- | ------- | ------- | ------- | ------- | ------- | ------- | ------- | ------- | ------- | ------- | ------- | ------- | ------- | ------- | ----- | --- | --- |
| 2014 | Moto2  | Speed Up | QAT 6   | AME 16  | ARG 8   | SPA DNF | FRA 9   | ITA 8   | CAT DNF | NED DNF | DUI 20  | INP 24  | TSJ DNF | GBR 7   | SMR 18  | ARA 9   | JPN DNF | AUS 5   | MAL DNF | VAL 7   |         |       | 13  | 69  |
| 2015 | Moto2  | Speed Up | QAT DNF | AME 1   | ARG 3   | SPA 20  | FRA 4   | ITA 4   | CAT 4   | NED 3   | DUI 5   | INP DNF | TSJ 5   | GBR 6   | SMR DNF | ARA 3   | JPN 8   | AUS 2   | MAL 13  | VAL 5   |         |       | 4   | 186 |
| 2016 | Moto2  | Kalex    | QAT 9   | ARG 2   | AME 2   | SPA 1   | FRA 6   | ITA 3   | CAT 6   | NED 4   | DUI DNF | OOS DNF | TSJ 3   | GBR 21  | SMR DNF | ARA 1   | JPN DNF | AUS DNF | MAL DNF | VAL 4   |         |       | 5   | 175 |
| 2017 | MotoGP | Aprilia  | QAT 18  | ARG DNF | AME DNF | SPA 16  | FRA 14  | ITA 19  | CAT 19  | NED DNF | DUI DNF | TSJ 18  | OOS 20  | GBR DNF | SMR DNF | ARA 22  | JPN 13  | AUS 19  | MAL DNF | VAL DNF |         |       | 25  | 5   |
| 2018 | Moto2  | KTM      | QAT DNF | ARG 13  | AME 24  | SPA 8   | FRA 13  | ITA DNF | CAT 9   | NED 9   | DUI 5   | TSJ 9   | OOS DNF | GBR C   | SMR DNF | ARA 20  | THA DNF | JPN 17  | AUS 14  | MAL 15  | VAL DNF |       | 16  | 49  |
| 2019 | Moto2  | Kalex    | QAT 6   | ARG DNF | AME 7   | SPA DNF | FRA DNF | ITA 9   | CAT 9   | NED DNF | DUI 11  | TSJ DNF | OOS 24  | GBR DNF | SMR 5   | ARA 5   | THA DNF | JPN DNF | AUS 20  | MAL DNF | VAL 10  |       | 16  | 66  |
| 2020 | Moto2  | Kalex    | QAT DNS | SPA 4   | AND 4   | TSJ 2   | OOS 4   | STI DSQ | SMR 8   | EMI 3   | CAT 2   | FRA 1   | ARA 1   | TER 1   | EUR DNF | VAL 14  | POR 3   |         |         |         |         |       | 3   | 196 |
| 2021 | Moto2  | Kalex    | QAT 1   | DOH 1   | POR DNF | SPA 3   | FRA DNF | ITA DNF | CAT 7   | DUI 5   | NED 4   | STI 14  | OOS 4   | GBR 4   | ARA DNF | SMR 4   | AME DNF | EMI 1   | ALG 3   | VAL 7   |         |       | 4   | 190 |
| 2022 | Moto2  | Kalex    | QAT 3   | INA 4   | ARG 10  | AME DNF | POR DNF | SPA DNF | FRA DNS | ITA DNF | CAT DNF | DUI 3   | NED DNF | GBR DNS | OOS     | SMR     | ARA     | JPN DNS | THA 19  | AUS 12  | MAL DNS | VAL   | 19  | 55  |
| 2023 | Moto2  | Kalex    | POR 7   | ARG 10  | AME 13  | SPA 1   | FRA 15  | ITA DNF | DUI 7   | NED 11  | GBR 7   | OOS DNF | CAT 9   | SMR DNF | IND 19  | JPN DNF | INA 10  | AUS DNF | THA 14  | MAL 7   | QAT 12  | VAL 7 | 12  | 104 |